# La Roulotte rouge
Pour plus de détails, voir Fiche technique et Distribution.
La Roulotte rouge ou La Belle Écuyère (Chad Hanna) est un film américain réalisé par Henry King, sorti en 1940.

## Synopsis
Chad Hanna est un garçon de la campagne sans grande ambition. Mis à l'écart par les villageois, il se contente de servir de palefrenier et vit de petits expédients. Caroline Tridd, elle aussi, est une fille du village qui n'a aucun horizon pour son avenir. Un jour, le cirque dirigé par Huguenine fait halte dans les parages et donne une représentation. Chad tombe sous le charme de l'écuyère, Albany Yates, au point de se décider à suivre les forains. Caroline, après une violente correction infligée par son père, s'enfuit de chez elle et trouve refuge chez les saltimbanques. Albany la soigne et commence à la former au métier d'écuyère. Chad Hanna s'occupe des chevaux. La vie continue ainsi, jusqu'au jour où Albany informe Huguenine qu'elle le quitte pour rejoindre un cirque concurrent qui suit le même itinéraire que le leur.

## Fiche technique
- Titre : La Roulotte rouge ou La Belle Écuyère
- Titre original : Chad Hanna
- Réalisation : Henry King
- Scénario : Nunnally Johnson d'après le roman Red Wheels Rolling de Walter D. Edmonds
- Production : Nunnally Johnson et Darryl F. Zanuck
- Société de production : 20th Century Fox
- Photographie : Ernest Palmer et Ray Rennahan
- Montage : Barbara McLean
- Direction artistique : Richard Day et George Dudley
- Décorateur de plateau : Thomas Little
- Costumes : Travis Banton
- Musique : David Buttolph
- Assistant-réalisateur : Robert D. Webb (non crédité)
- Pays d'origine : États-Unis
- Format : Couleur (Technicolor) - Son : Mono (Western Electric Mirrophonic Recording)
- Genre : Drame romantique
- Durée : 86 minutes
- Date de sortie :
  - États-Unis : 25 décembre 1940

## Distribution
- Henry Fonda : Chad Hanna
- Dorothy Lamour : Albany Yates / Lady Lillian
- Linda Darnell : Caroline Tridd Hanna
- Guy Kibbee : Huguenine
- Jane Darwell : Mme Huguenine
- John Carradine : Bisbee
- Roscoe Ates : Ike Wayfish
- Ben Carter : Bellboy
- Frank M. Thomas : Burke
- Frank Conlan : M. Proudfoot
- Eddie Conrad : Fiero
- Olin Howland : Cisco Tridd
- Edward McWade : Elias
- Edward Mundy : Joe Duddy
- George Davis : Pete Bostock
- Tully Marshall : M. Mott
- Sarah Padden : Mme Tridd
- Paul E. Burns : Budlong
- Si Jenks : le fermier
- Almira Sessions : Mme Mott (rôle coupé au montage)